# Бишкекская ТЭЦ
Бишке́кская ТЭЦ (ранее — Фру́нзенская ТЭЦ ) — крупнейшая тепловая электростанция Кыргызстана, расположенная в городе Бишкек. Входит в состав крупнейшей генерирующей компании Кыргызстана ОАО «Электрические станции».

## Описание
После модернизации в 2017 году установленная мощность ТЭЦ составляет 812 МВт. Установлено 9[уточнить] турбоагрегатов единичной мощностью от 60 до 150 МВт. В 2014 году мощность была 666 МВт, а тепловая — 1443,9 Гкал/час.
Бишкекская ТЭЦ является основным потребителем угля в Кыргызстане. Электростанция спроектирована на сжигание рядового угля Карагандинского месторождения, промпродукт его мокрого обогащения и отсевы Ташкумырского угля. С 1969 года начато использование природного газа, поступающего на станцию по газопроводу Бухара-Ташкент-Шымкент-Бишкек-Алматы. В качестве растопочного топлива применяется мазут. В 2017 году ТЭЦ была модернизирована — установлены два котла повышенной мощности.

## История
Основные работы по строительству электростанции для энергоснабжения камвольно-суконного комбината началось в 1958 году, первый турбоагрегат электростанции мощностью 25 МВт был введён в эксплуатацию 14 сентября 1961 года. В 1960 году принимается решение о строительстве второй очереди станции с увеличением её первоначально установленной мощности до 200 тыс. кВт, а в 1962 году — третьей, предусматривающей удвоение электрической мощности.
В 2000 году состоялся пуск турбоагрегата № 11.

### Модернизация
За все время работы оборудование Бишкекская ТЭЦ поизносилось и стал подниматься вопрос модернизации, в том числе с переводом на уголь местного производства. На 2013 год на станции 13 из 24 котлоагрегатов находились в работоспособном состоянии. Мощность ТЭЦ составляла 300 МВт.
16 июля 2013 года между ОАО «Электрические станции» и китайской компанией «TBEA» было заключено контрактное соглашение на реализацию проекта «Модернизация ТЭЦ г. Бишкек», на сумму 386 млн долларов США.

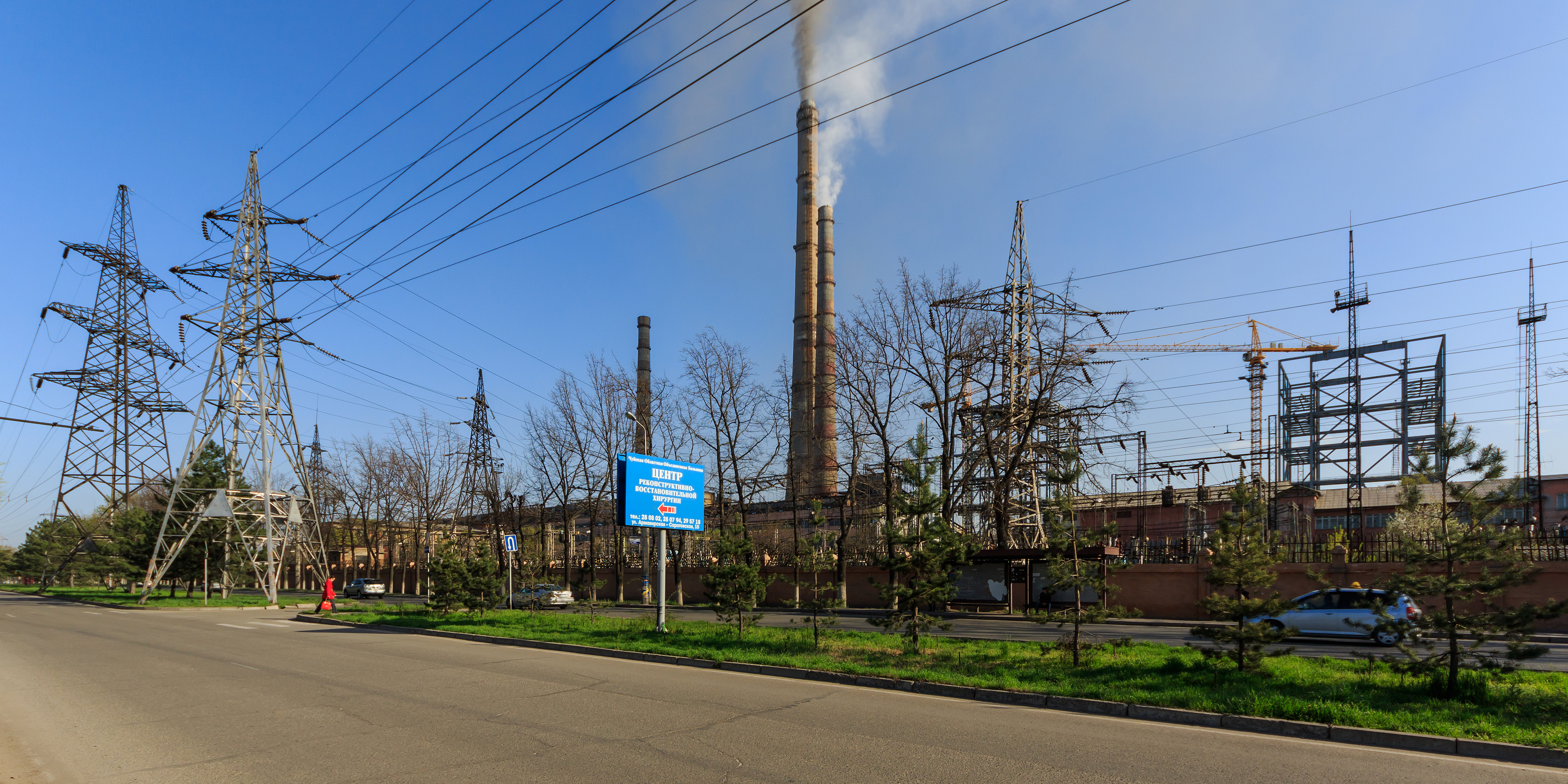
Вид с проспекта Чуй

По контракту предусматривался демонтаж котлоагрегатов № 1-8 и турбоагрегатов № 1-4 и вместо них установка 2 угольных котлоагрегатов сверхвысокого давления, производительностью пара по 550 т/ч и 2 турбоагрегатов с теплофикационным отбором по 150 МВт. С учетом имеющейся располагаемой мощностью в 300 МВт, и приростом мощности в 300 МВт, мощность модернизированной ТЭЦ составит до 600 МВт. 
В рамках проекта требовалось установить современное, высокотехнологичное и высокоэкологичное оборудование, с закладыванием при проектировании решений с выбором технологии и оборудования соответствующим мировым стандартам, а именно котлоагрегатов с параметрами острого пара 13,8 МПа и температурой в 560 °С, а также турбоагрегатов с начальными параметрами острого пара в 12,8 МПа и температурой в 555 °С. Также новые устанавливаемые котлы будут способны работать на угле из Кыргызстана, что снижает зависимость страны в импортируемом ранее угле.
Работы начались в 2014 году. В 2017 году работы по модернизации завершились и состоялась церемония открытия открытия главного корпуса новых энергоблоков ТЭЦ Бишкек. В мероприятии приняли участие президент Кыргызстана Алмазбек Атамбаев, посол КНР Сяо Цинхуа. Мощность ТЭЦ достигла 812 МВт, из которых 300 за счет строительства и ввода в эксплуатацию двух новых котлоагрегата типа HG-710/13.8-YN20 и двух турбоагрегатов С-150-12,8/555/0,5 суммарной мощностью 300 МВт и 300Гкал/ч.

### Дальнейшая работа
В 2018 году на ТЭЦ произошла авария, вышли из строя старые блоки, однако модернизированные блоки помогли Бишкеку избежать энергетического кризиса, так как после модернизации в 2017 году, Бишкекская ТЭЦ фактически разделилась на две части.
В марте 2025 года между министерством энергетики Кыргызстана и компанией «TBEA» был подписали меморандум по капитальному ремонту блоков № 3 и № 4.

## Происшествия
- В январе 2018 года вышли из строя несколько старых котлов ТЭЦ, однако введённые в 2017 году новые котлы помогли избежать энергетического кризиса в Бишкеке[12].
- В ночь на 2 февраля 2024 года на бишкекской ТЭЦ произошла авария. Взорвался котёл, который был установлен ещё в 1970-х годах и в 2023 году проходил ремонт[15][16].